# Nejvyšší hory afrických zemí

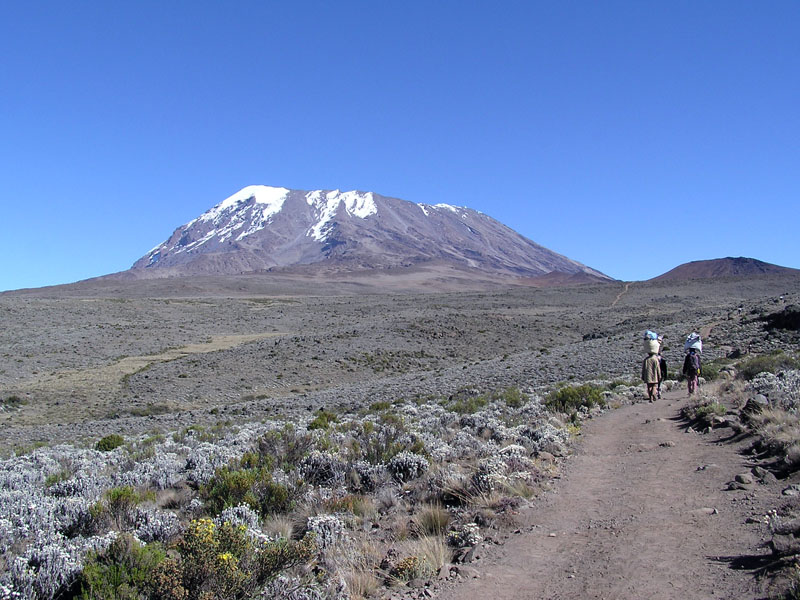
1. 1 Kilimandžáro (Tanzanie)

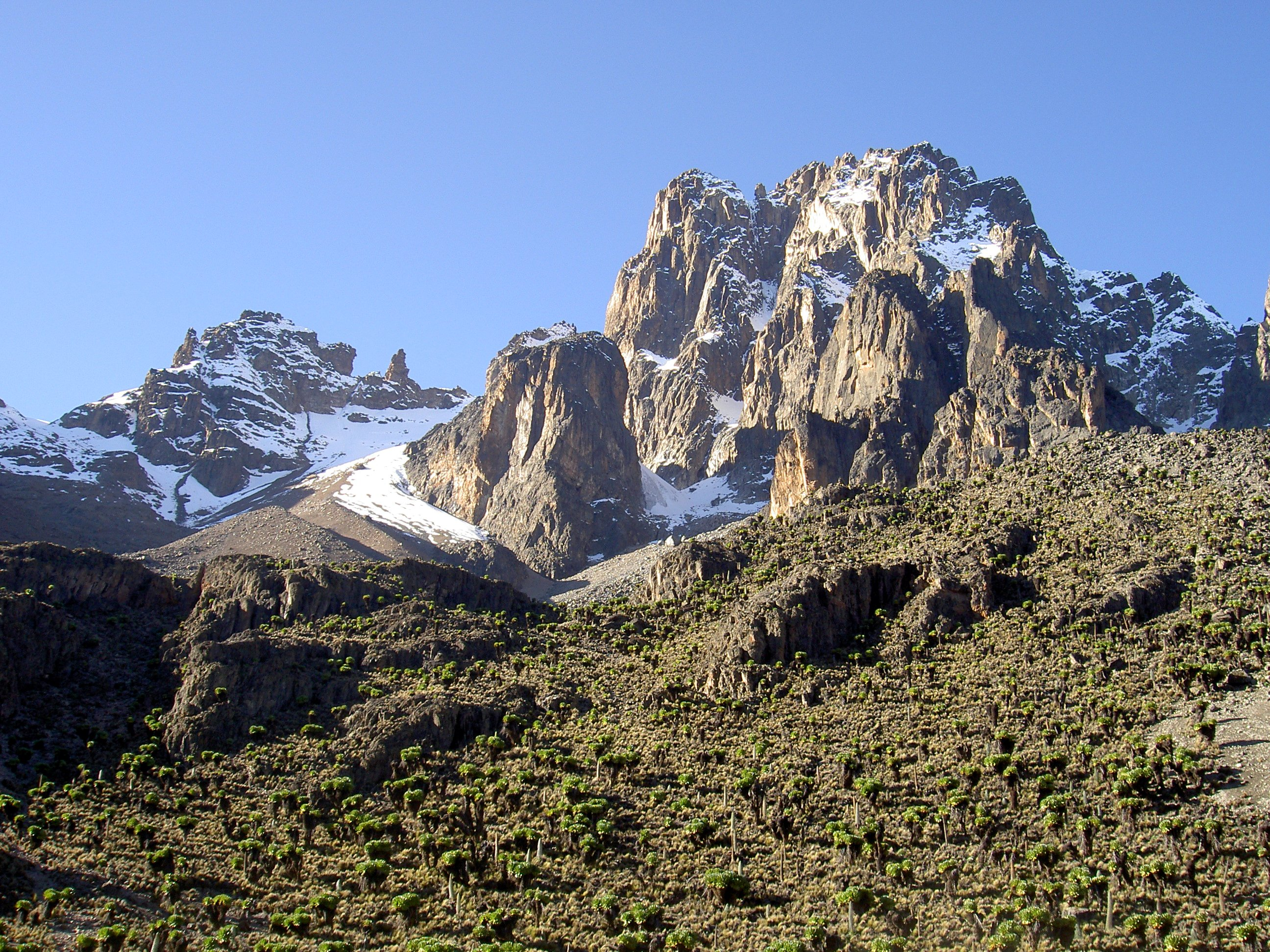
1. 2 Mount Kenya (Keňa)

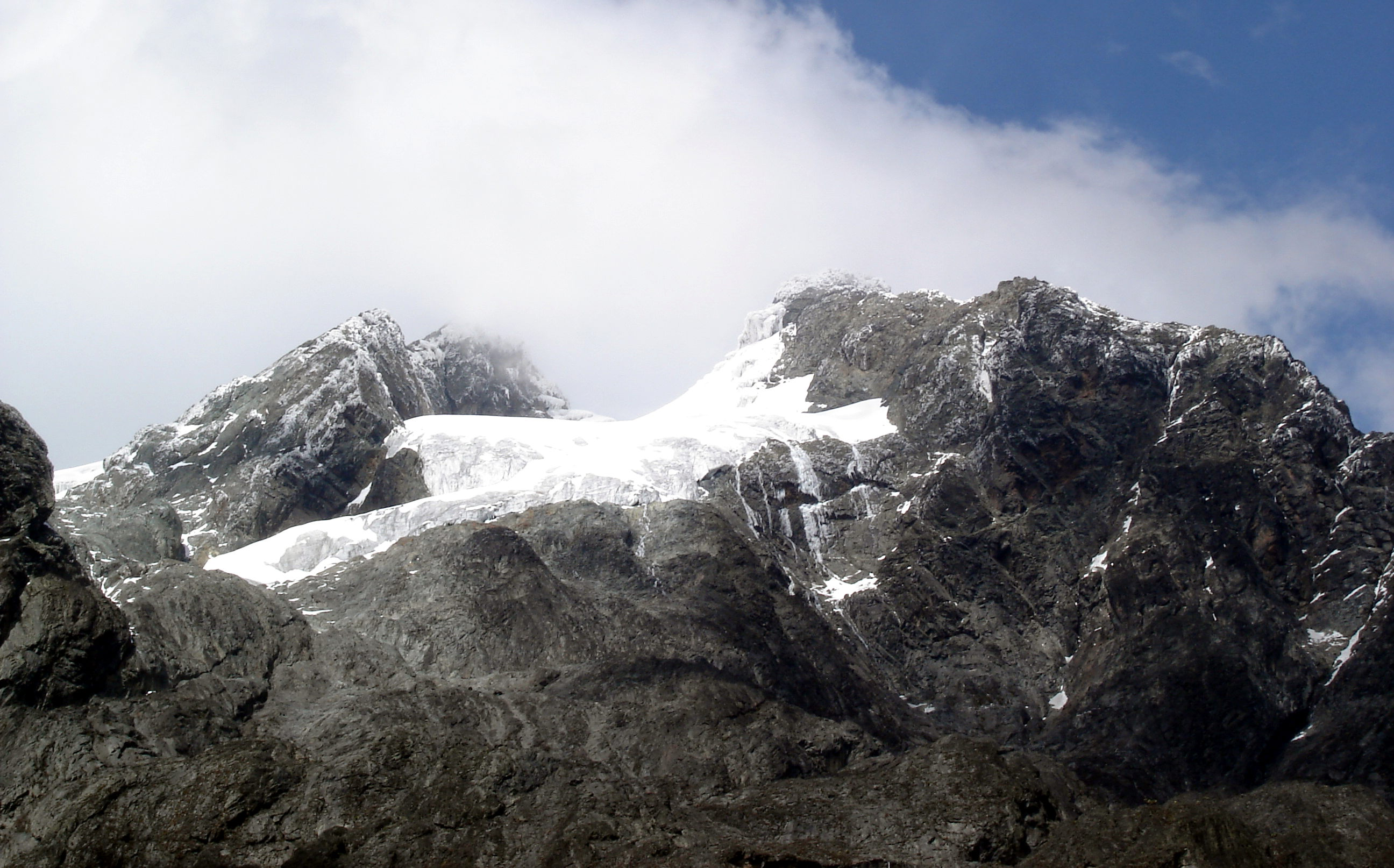
1. 3 Mount Stanley (Uganda)

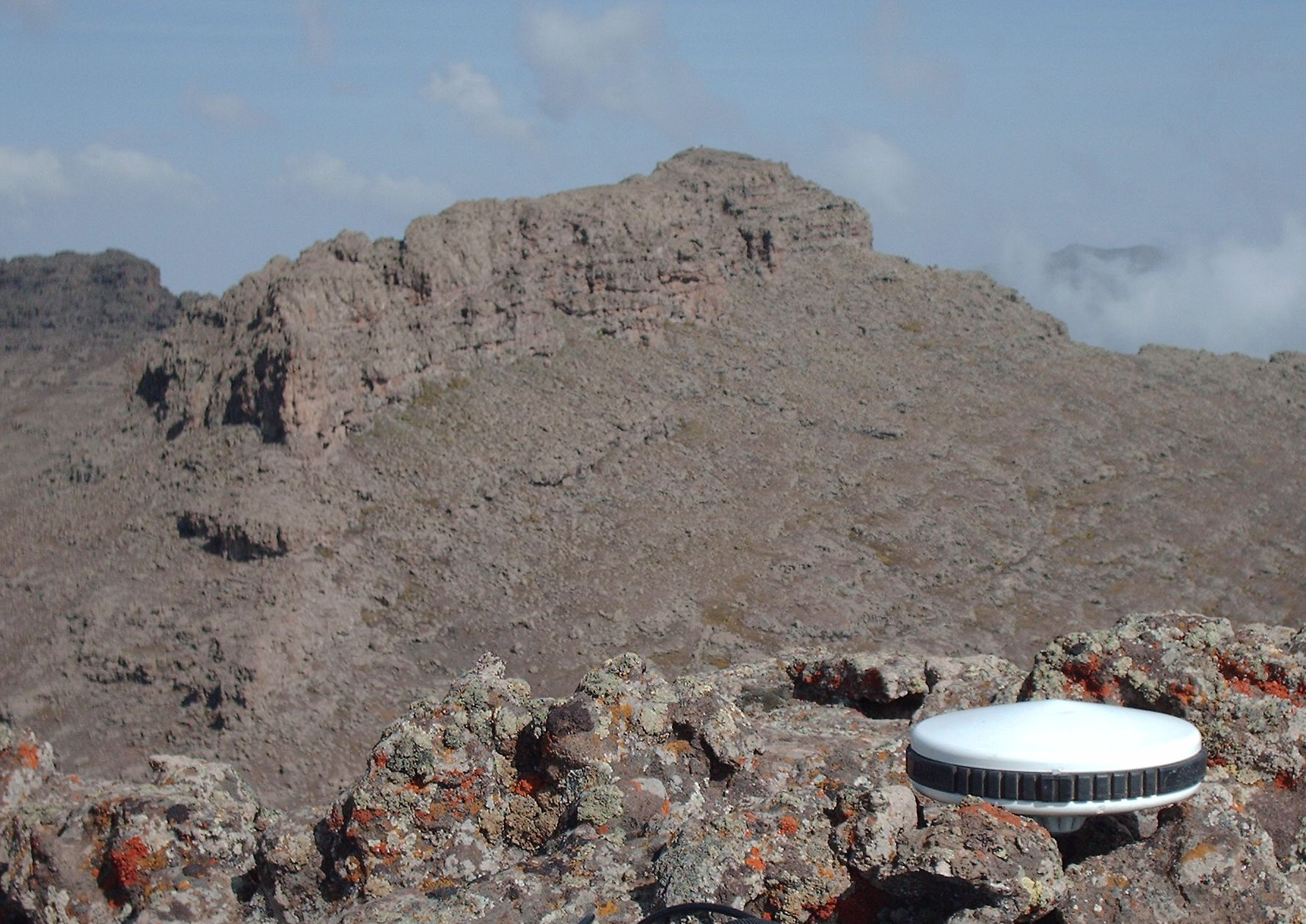
1. 5 Ras Dašen (Etiopie)

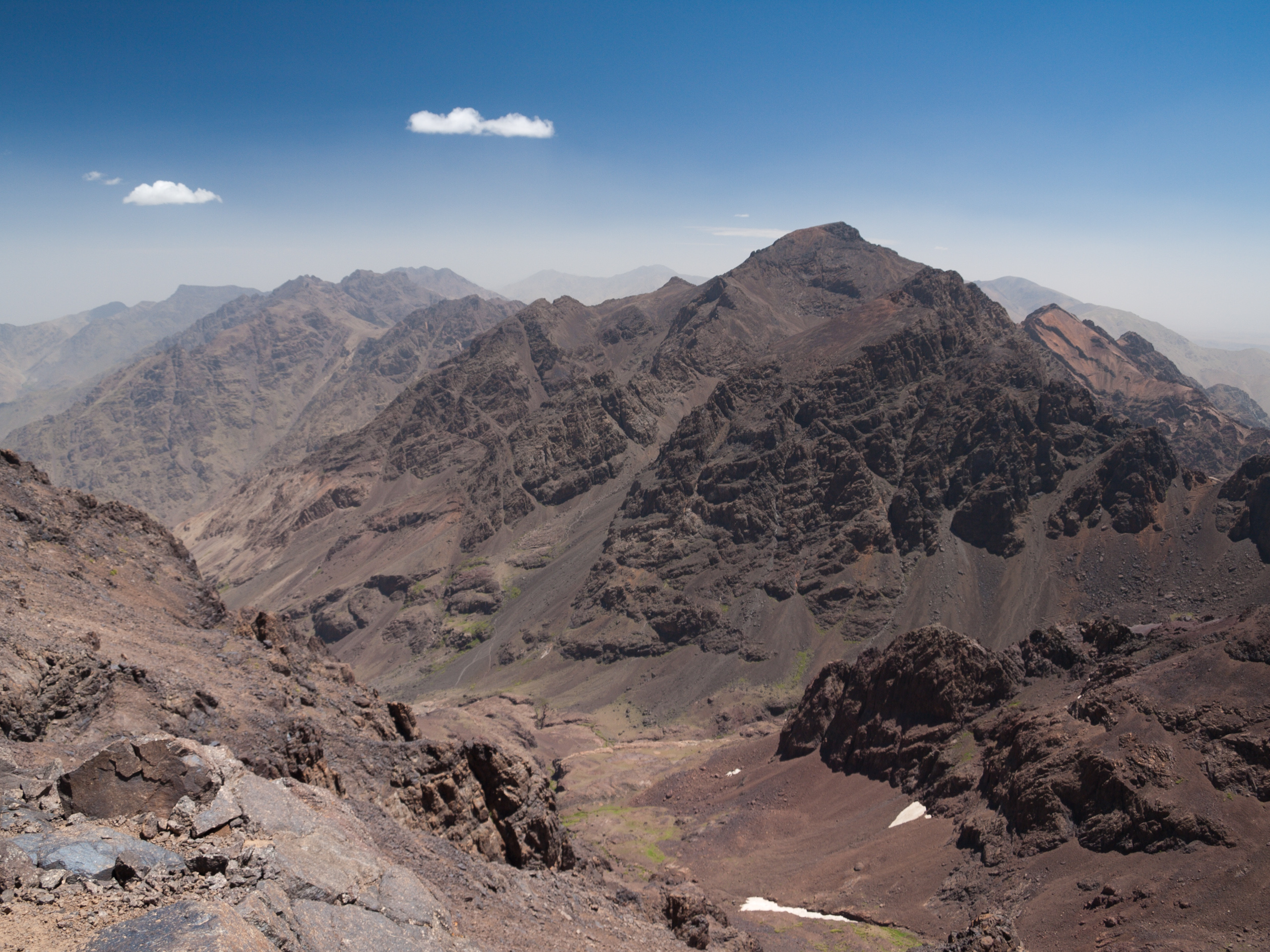
1. 7 Džabal Tubkal (Maroko)

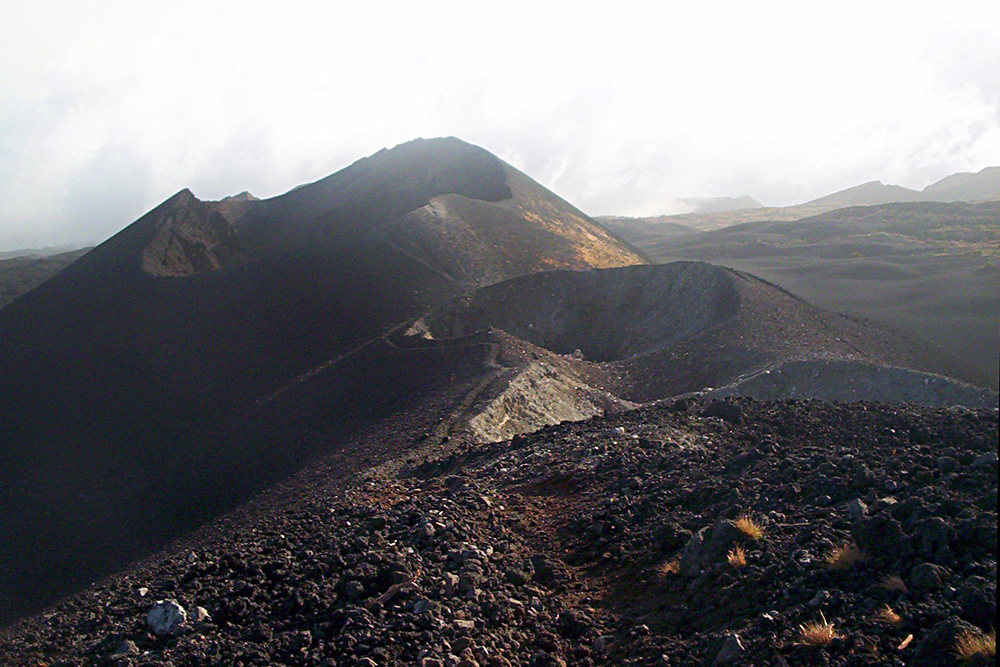
1. 8 Kamerunská h. (Kamerun)

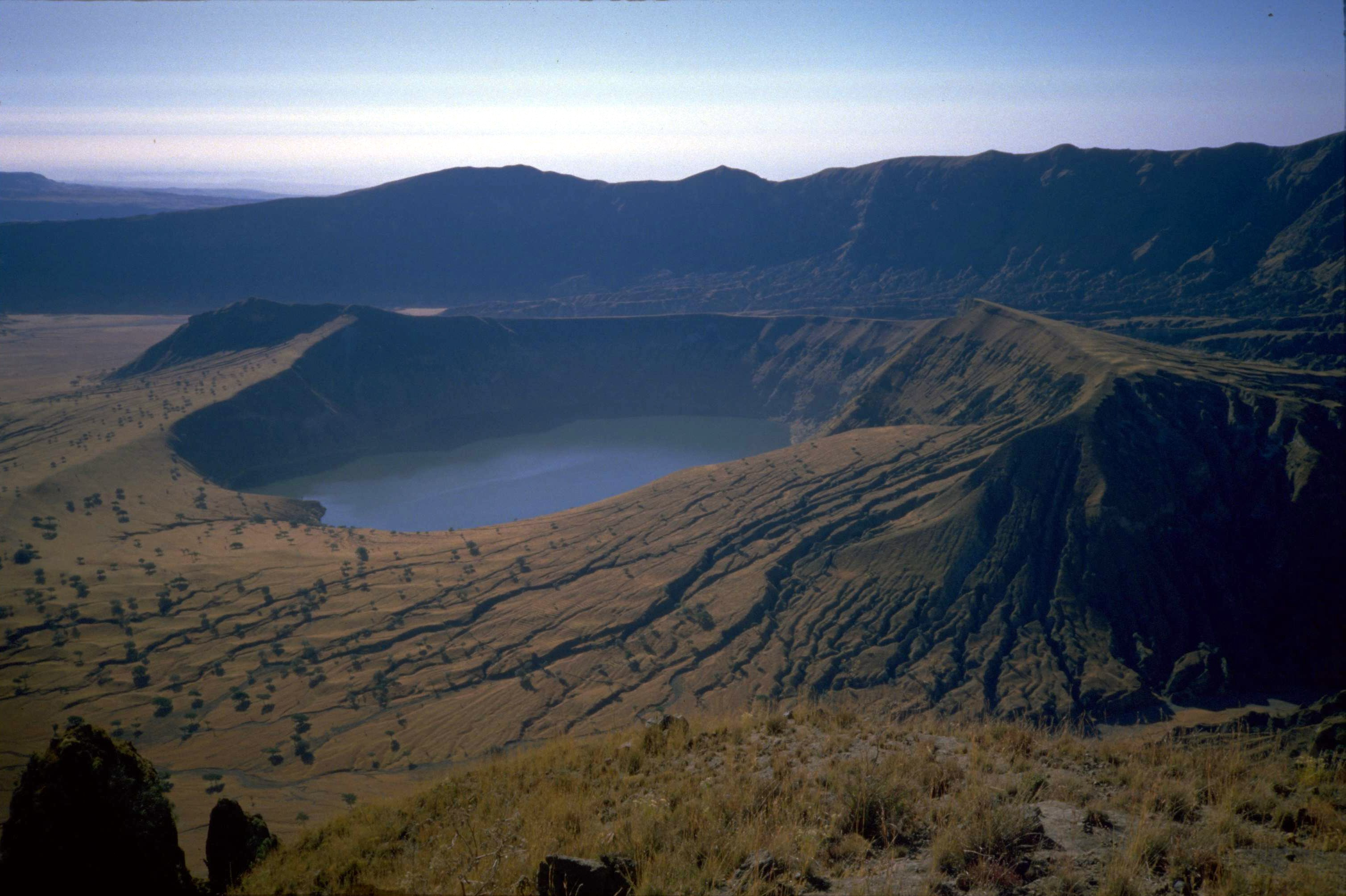
1. 13 Deriba (Súdán)

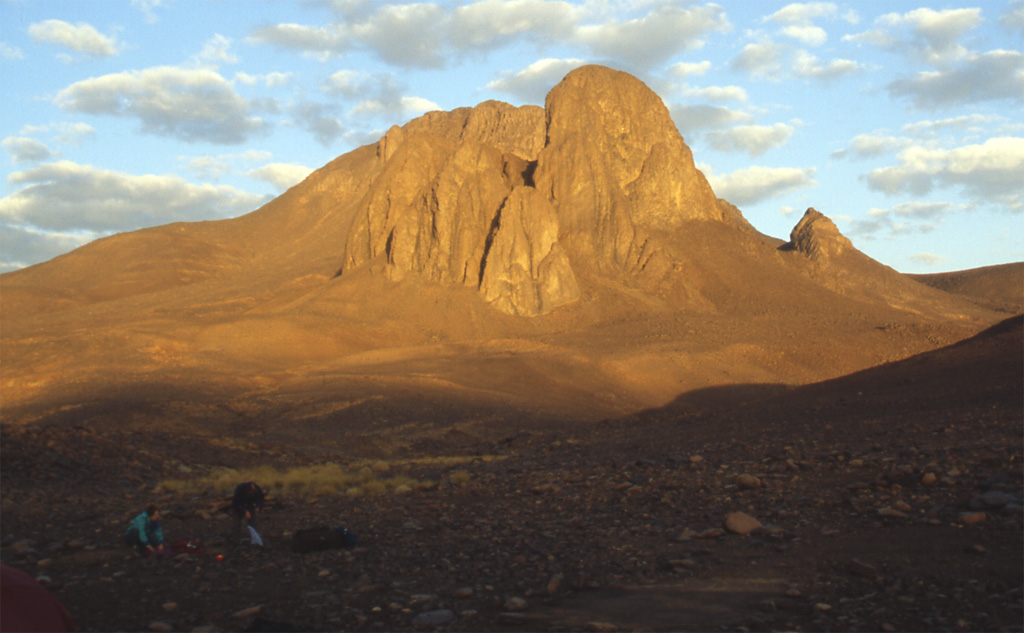
1. 16 Tahat (Alžírsko)

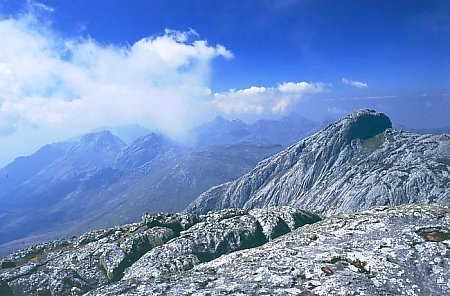
1. 17 Sapitwa (Malawi)

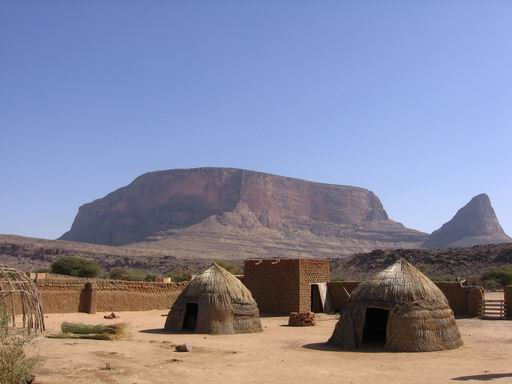
1. 42 Hombori Tondo (Mali)

Seznam nejvyšších hor afrických zemí obsahuje seznam nejvyšších hor jednotlivých afrických zemí.
Kritéria použitá pro zařazení do seznamu jsou následující:
- U Egypta, který má nejvyšší vrchol na asijském území (Hora svaté Kateřiny), je zahrnuta nejvyšší hora ležící na africkém území
- Nejvyšší hory teritorií a zámořských území (např. Kanárské ostrovy, Madeira nebo Réunion) a území se sporným postavením (Azavad a Somaliland) v seznamu nejsou.

| Země                           | Výška  | #  | Vrchol                | Souřadnice                       | Pohoří, poznámka           |
| ------------------------------ | ------ | -- | --------------------- | -------------------------------- | -------------------------- |
| Tanzanie                       | 5895 m | 1  | Kilimandžáro          | 3°04′33″ s. š., 37°21′12″ v. d.  | Kibo; nejvyšší hora Afriky |
| Keňa                           | 5199 m | 2  | Mount Kenya           | 0°09′03″ j. š., 37°18′27″ v. d.  | Východoafrický rift        |
| Uganda                         | 5110 m | 3  | Mount Stanley         | 0°23′09″ s. š., 29°52′18″ v. d.  | Ruwenzori                  |
| Konžská demokratická republika | 5110 m | 3  | Mount Stanley         | 0°23′09″ s. š., 29°52′18″ v. d.  | Ruwenzori                  |
| Etiopie                        | 4550 m | 5  | Ras Dašen             | 13°14′12″ s. š., 38°22′21″ v. d. | Simienské hory             |
| Rwanda                         | 4519 m | 6  | Karisimbi             | 1°30′21″ j. š., 29°27′01″ v. d.  | Virunga                    |
| Maroko                         | 4165 m | 7  | Džabal Tubkal         | 31°03′35″ s. š., 7°54′54″ z. d.  | Vysoký Atlas               |
| Kamerun                        | 4040 m | 8  | Kamerunská hora       | 4°14′05″ s. š., 9°10′22″ v. d.   | Kamerunské hory            |
| Lesotho                        | 3482 m | 9  | Thabana Ntlenyana     | 29°28′05″ j. š., 29°16′09″ v. d. | Dračí hory                 |
| Jižní Afrika                   | 3450 m | 10 | Mafadi                | 29°12′08″ j. š., 29°21′26″ v. d. | Dračí hory                 |
| Čad                            | 3445 m | 11 | Emi Koussi            | 19°47′36″ s. š., 18°33′06″ v. d. | Tibesti                    |
| Jižní Súdán                    | 3187 m | 12 | Kinyeti               | 3°56′51″ s. š., 32°54′32″ v. d.  | Imatong                    |
| Súdán                          | 3042 m | 13 | Deriba                | 12°57′05″ s. š., 24°15′32″ v. d. | Džabal Marra               |
| Eritrea                        | 3018 m | 14 | Soira                 | 14°43′48″ s. š., 39°39′37″ v. d. | Etiopská vysočina          |
| Rovníková Guinea               | 3008 m | 15 | Pico Basilé           | 3°35′17″ s. š., 8°45′43″ v. d.   | ostrov Bioko               |
| Alžírsko                       | 3003 m | 16 | Tahat                 | 23°17′15″ s. š., 5°31′45″ v. d.  | Ahaggar                    |
| Malawi                         | 3002 m | 17 | Sapitwa               | 15°56′58″ j. š., 35°35′33″ v. d. | Mulanje Massif             |
| Madagaskar                     | 2876 m | 18 | Maromokotro           | 14°04′23″ j. š., 48°57′58″ v. d. | Tsaratanana                |
| Kapverdy                       | 2829 m | 19 | Pico do Fogo          | 14°57′00″ s. š., 24°20′30″ z. d. | ostrov Fogo                |
| Burundi                        | 2684 m | 20 | Heha                  | 3°36′12″ j. š., 29°29′57″ v. d.  | Mitumba                    |
| Angola                         | 2620 m | 21 | Morro do Moco         | 12°27′46″ j. š., 15°10′27″ v. d. | Serra do Humbe             |
| Namibie                        | 2606 m | 22 | Königstein            | 21°08′58″ j. š., 14°34′39″ v. d. | Brandberg                  |
| Zimbabwe                       | 2592 m | 23 | Nyangani              | 18°17′59″ j. š., 32°50′31″ v. d. | Východní vysočina          |
| Somálsko                       | 2450 m | 24 | Shimbiris             | 10°44′09″ s. š., 47°14′42″ v. d. | Cal Madow                  |
| Mosambik                       | 2436 m | 25 | Monte Binga           | 19°46′36″ j. š., 33°03′44″ v. d. | Chimanimani                |
| Nigérie                        | 2419 m | 26 | Chappal Waddi         | 7°02′08″ s. š., 11°42′56″ v. d.  | Mambilla Plateau           |
| Komory                         | 2360 m | 27 | Karthala              | 11°45′30″ j. š., 43°22′01″ v. d. | ostrov Ngazidja            |
| Libye                          | 2267 m | 28 | Bikku Bitti           | 21°59′53″ s. š., 19°08′37″ v. d. | Tibesti                    |
| Egypt                          | 2187 m | 29 | Šajb al-Banat         | 26°58′47″ s. š., 33°29′11″ v. d. | Red Sea Hills              |
| Zambie                         | 2164 m | 30 | bezejmenná hora       | 9°58′35″ j. š., 33°20′52″ v. d.  | Mafinga Hills              |
| Džibutsko                      | 2028 m | 31 | Moussa Ali            | 12°28′15″ s. š., 42°24′18″ v. d. | Denakil                    |
| Svatý Tomáš a Princův ostrov   | 2024 m | 32 | Pico de São Tomé      | 0°16′03″ s. š., 6°32′36″ v. d.   | ostrov Svatý Tomáš         |
| Niger                          | 2022 m | 33 | Mont Idoukal-n-Taghès | 17°50′21″ s. š., 8°43′13″ v. d.  | Aïr                        |
| Sierra Leone                   | 1948 m | 34 | Bintumani             | 9°13′59″ s. š., 11°06′40″ z. d.  | Loma Mountains             |
| Svazijsko                      | 1862 m | 35 | Emlembe               | 25°55′15″ j. š., 31°07′36″ v. d. | Dračí hory                 |
| Pobřeží slonoviny              | 1752 m | 36 | Mont Richard-Molard   | 7°33′40″ s. š., 8°27′52″ z. d.   | Nimba                      |
| Guinea                         | 1752 m | 36 | Mont Richard-Molard   | 7°33′40″ s. š., 8°27′52″ z. d.   | Nimba                      |
| Tunisko                        | 1544 m | 38 | Džabal aš-Šánabí      | 35°12′24″ s. š., 8°40′59″ v. d.  | Dorsale                    |
| Botswana                       | 1491 m | 39 | Otse Hill             | 25°01′06″ j. š., 25°43′33″ v. d. |                            |
| Libérie                        | 1440 m | 40 | Mount Wuteve          | 8°08′45″ s. š., 9°55′30″ z. d.   | Guinejská vysočina         |
| Středoafrická republika        | 1420 m | 41 | Mont Ngaoui           | 6°44′24″ s. š., 14°57′00″ v. d.  |                            |
| Mali                           | 1155 m | 42 | Hombori Tondo         | 15°15′26″ s. š., 1°40′08″ z. d.  | Gandamia                   |
| Gabon                          | 1070 m | 43 | Mont Bengoué          | 0°57′20″ s. š., 13°41′08″ v. d.  |                            |
| Konžská republika              | 1020 m | 44 | Mont Nabemba          | 1°50′39″ s. š., 13°59′28″ v. d.  | Mayumbe                    |
| Togo                           | 0986 m | 45 | Mont Agou             | 6°52′23″ s. š., 0°44′57″ v. d.   | Togo                       |
| Mauritánie                     | 0915 m | 46 | Kediet Ijill          | 22°32′25″ s. š., 12°35′22″ z. d. |                            |
| Seychely                       | 0905 m | 47 | Morne Seychellois     | 4°38′38″ j. š., 55°26′20″ v. d.  | ostrov Mahé                |
| Ghana                          | 0880 m | 48 | Mount Afadjato        | 7°08′40″ s. š., 0°21′07″ v. d.   | Agumatsa                   |
| Mauricius                      | 0828 m | 49 | Mont Piton            | 20°24′00″ j. š., 57°28′00″ v. d. |                            |
| Burkina Faso                   | 0749 m | 50 | Tena Kourou           | 10°45′30″ s. š., 5°25′07″ z. d.  |                            |
| Benin                          | 0658 m | 51 | Mont Sokbaro          | 9°19′41″ s. š., 1°24′56″ v. d.   | Chaîne de l'Atacora        |
| Senegal                        | 0581 m | 52 | bezejmenný kopec      | 12°22′24″ s. š., 12°32′37″ z. d. |                            |
| Západní Sahara                 | 0463 m | 53 | bezejmenný kopec      | 26°05′00″ s. š., 11°12′00″ z. d. |                            |
| Guinea-Bissau                  | 0262 m | 54 | bezejmenný kopec      | 11°40′57″ s. š., 13°53′33″ z. d. |                            |
| Gambie                         | 0053 m | 55 | bezejmenný kopec      | 13°34′00″ s. š., 13°59′00″ z. d. |                            |